# 이원경 (고려)
이원경(李原景, 생몰년 미상)은 고려 말 조선 초의 무장이다. 몽골식 이름은 이오로테무르(李吾魯帖木兒/李兀魯帖木兒)로 《용비어천가》(龍飛御天歌)에는 이우루테물로 표기되어 있다.

## 생애
원(元)의 동녕부동지(東寧府同知)로써 공민왕 19년(1370년) 1월 고려의 이성계 등이 지휘하는 고려군이 압록강을 건너왔을 때, 고려군에 맞서 우라산성(亏羅山城)으로 옮겨 항전하였는데, 에둔촌(也頓村)에서 이성계의 고려군에 도전했다가 곧 무기를 버리고 자신의 선대가 고려 사람이라며 3백 호를 거느리고 이성계에게 항복하였다. 고안위(高安慰)가 지키며 버티던 우라산성은 이후 이성계가 이끄는 고려군에 의해 함락되었다. 2월에 이성계를 따라 고려로 와서 귀순하였으며, 11월에 이성계, 지용수(池龍壽) 등이 이끄는 1차 요동 정벌에 종군하여, 당시 요양(遼陽)을 지키고 있던 요양행성의 무장 처명(處明)에게 이성계를 대신해 항복을 권유하기도 하였다.
이성계가 도총중외제군사(都摠中外諸軍事)가 된 뒤 길주안무사(吉州按撫使)를 지냈는데, 《용비어천가》에는 이성계가 알동에 있던 고조부 이안사(李安思)의 무덤에 이원경(李原景)과 함께 항복했던 이원경의 부하 진무(鎭撫) 백충신(白忠信)을 보내 성묘를 시켰다고 되어 있다.
조선이 개창한 뒤인 태조 6년(1397년)  동북면도선무순찰사(東北面都宣撫巡察使)가 된 정도전(鄭道全)을 이지란(李之蘭)과 함께 부사(副使)로써 행종하였다. 《삼봉집》 및 《열성어제》(列聖御製)에 실려 있는 태조 6년 12월 모일자 태조가 중추원부사(中樞院副使) 신극공(辛克恭)을 동북면도선위사(東北面都宣慰使)로 삼아 파견하면서 정도전에게 따로 송헌거사(松軒居士)라는 이름으로 보낸 서찰에는 절제사 관직을 가진 것으로 나오며, "첨절제사(僉節制使) 이원경(李原景)을 병마사(兵馬使)로 삼아 정도전을 보좌하여 가게 하였다."는 주가 붙어 있다.
이후 관직이 검교문하부사(檢校門下府事)에 이르렀다.

## 가족
아들 인화(人和)는 판영흥대도호부사(判永興大都護府事)를 지냈으며, 이인화의 아들로써 세조 13년(1467년) 함길도(咸吉道)에서 난을 일으킨 이시애(李施愛)가 이원경의 손자이다.

## 참고 문헌
- 《고려사》
- 《동각잡기》
- 《세조실록》
- 《열성어제》
- 《용비어천가》
- 《태조실록》

## 같이 보기
- 이시애의 난
- 이시애